# サミュエル・フッド (初代フッド子爵)

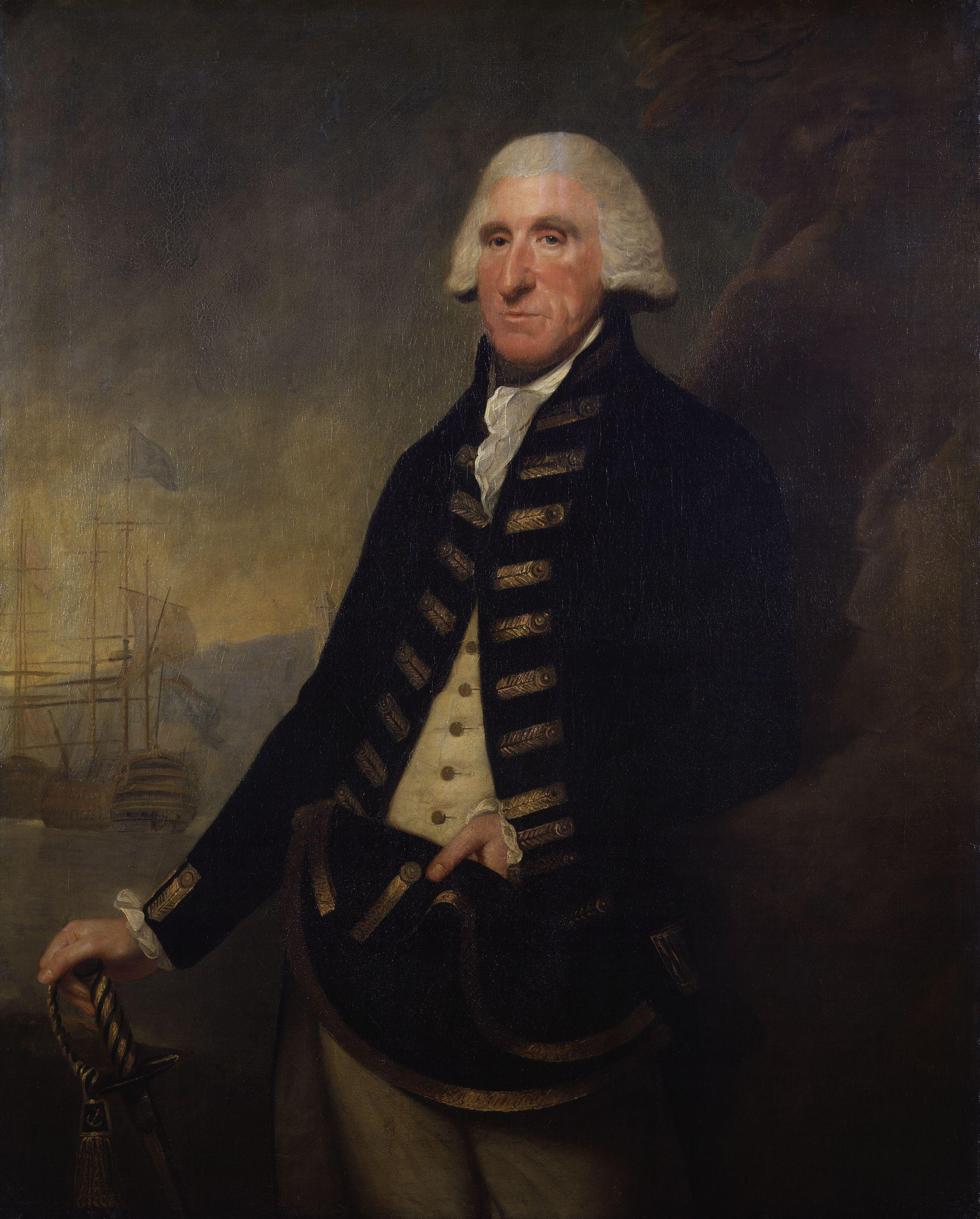
レミュエル・フランシス・アボットによる肖像画、1794年/1795年ごろ画。ナショナル・ポートレート・ギャラリー所蔵。

初代フッド子爵サミュエル・フッド（英: Samuel Hood, 1st Viscount Hood、1724年 12月12日 – 1816年 1月27日）は、イギリスの海軍提督、貴族。アメリカ独立戦争中は西インド諸島や北アメリカ沿岸で、フランス革命戦争では地中海で活躍した。弟に初代ブリッドポート子爵アレグザンダー・フッドがいる。

## 生涯

### 出生
聖職者サミュエル・フッドと妻メアリー（Mary、旧姓ホスキンス（Hoskins）、リチャード・ホスキンスの娘）の息子として、1724年12月12日に生まれ、1725年1月2日にバットリーで洗礼を受けた。父はバットリーの教区牧師で、ウェルズ聖堂から聖職禄を受けた聖職者であった。

### 海軍入り
1741年5月6日にイギリス海軍に入り、戦列艦ロムニー（艦長トマス・スミス、トマス・グレンヴィル）に配属された。フッドは熟練船員に昇進した後、1743年4月にグレンヴィルとともにフリゲートのガーランドに転じ、同年11月に海軍士官候補生に昇進するとともにフリゲートのシアネス（艦長ジョージ・ロドニー）に転じた。1744年9月、ロドニーとともにフリゲートのラッドロー・キャッスルに転じた。
1746年1月23日にラッドロー・キャッスルへの配属を解かれ、続いて戦列艦エクセター（艦長トマス・スミス）に数か月間配属された。スミスはこのときにはスコットランド海軍におけるイギリス海軍の艦隊司令官に昇進しており、フッドに6等艦ウィンチェルシー（艦長ヘンリー・ダイヴ（Henry Dyve））における海軍大尉という暫定階級を与えた。その後、ダイヴの推薦もあり同年6月17日に正式に昇進した。
フッドは活動的な士官たちの下で働く幸運に恵まれ、北海で従軍する機会もあった。1753年、スループ「ジャマイカ」の海尉艦長となり、北アメリカ方面で任務についた。

### 七年戦争
1756年に勅任艦長に昇進した。1757年には、一時的に戦列艦「アンテロープ」を指揮しているときに1隻のフランス船をオーディルヌ湾の岸に追い込み、また、2隻の私掠船を捕獲した。彼の熱意は海軍本部の注目するところとなり、自分の艦を与えられることとなった。1759年、軍艦「ヴェスタル」の艦長の時には激しい戦いの後にフランス艦「ベローヌ」を捕獲した。彼は七年戦争の間はずっとイギリス海峡で従軍し、1759年にはジョージ・ロドニーの下で、イギリス侵略をもくろんで輸送のために集められていた多くのフランス船を破壊する任務に携わった。

### アメリカ独立戦争の開戦まで
1778年1月、ポーツマス造船所の所長および海軍兵学校の校長に任ぜられた。これらの役職は通常、海上勤務を引退した士官に与えられるものであり、さらに同年5月に国王ジョージ3世がポーツマスを訪れたとき、フッドを準男爵に叙した。

### アメリカ独立戦争
多くの提督達が海軍大臣の第4代サンドウィッチ伯爵の下で仕事をするのをいやがっており、一方、当時西インド諸島で指揮を執っていたロドニーは、部下たちから適切な補佐が得られないことをこぼし、その不忠実を詰っていた。海軍本部は信頼のおける艦隊指揮官の確保が急務と考え、1780年9月26日にフッドを海軍少将に昇進させ、西インド諸島に派遣して、フッドが個人的にも知っているロドニーの副将とした。フッドは西インド諸島に向かい、1781年1月にロドニーの指揮下に入った。そしてアメリカ独立戦争の終戦まで西インド諸島と北アメリカ海岸にとどまった。

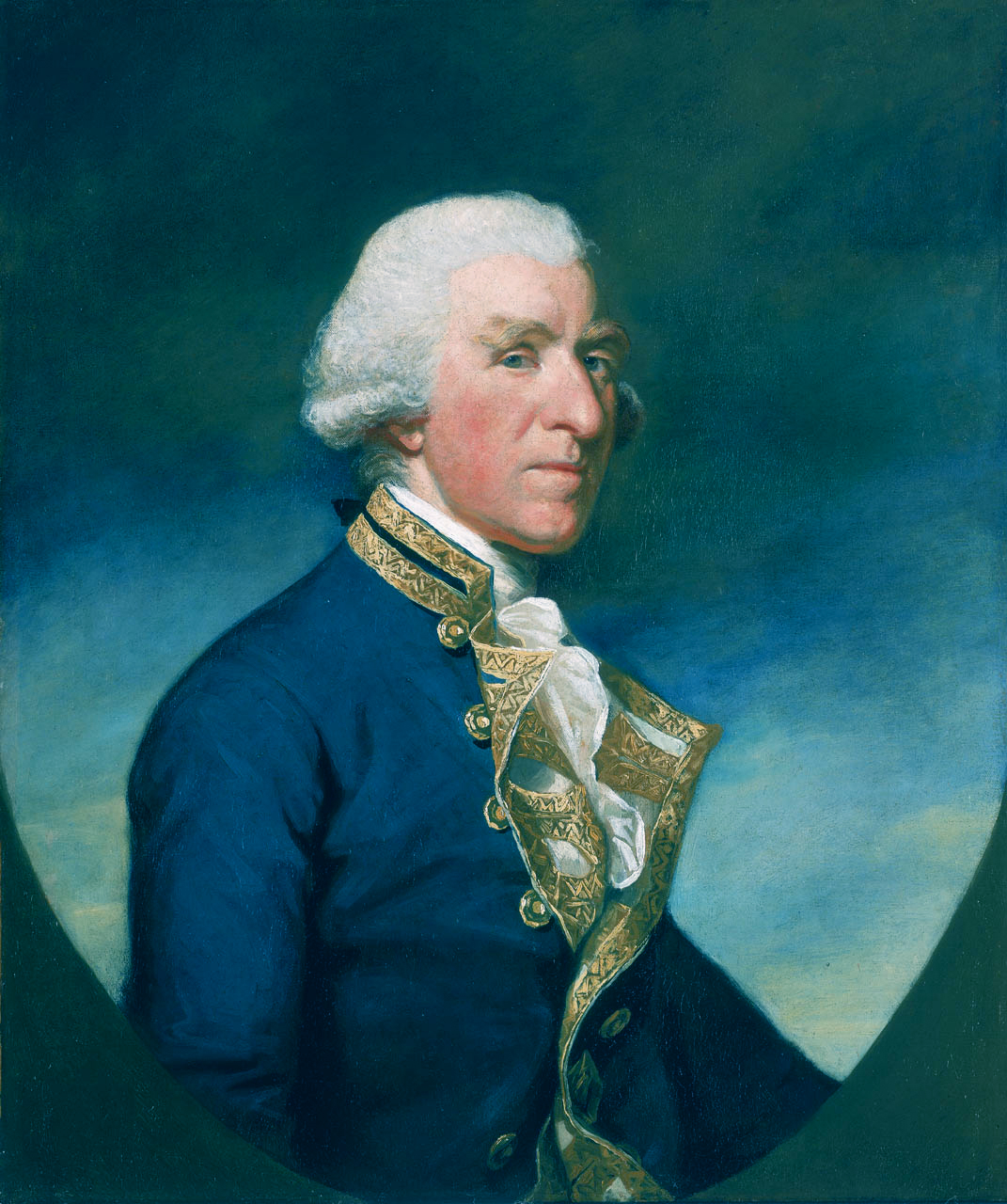
ジェームズ・ノースコートによる肖像画、1784年画。

フッドがロドニーとうまくやっていけるだろうという予測は必ずしも当たらなかった。2人の関係はそれほど友好的なものではなくなっていた。しかし、フッドは常にその義務を果たし、有能であったのでフッドを泊地から追い出すというような事態は起こらなかった。1781年の作戦の不幸な展開は、その大半を、フッドの進言をロドニーが無視したことによっていた。もしフッドが自分の持ち場を自分で決めることが許されていたら、4月にフランス海軍のド・グラス伯爵が援兵を連れてフォール・ロワイヤルに到着することを妨げることができただろう。
1781年の秋に健康を理由にロドニーがイギリスへ戻ると決めた時、フッドはハリケーンのシーズンの間、艦隊の船を連れて北アメリカ海岸に移動するよう命じられた。フッドはトマス・グレイヴス提督と合流した後に、ヨークタウンのイギリス陸軍の救出に向かったが、チェサピーク湾の海戦でド・グラスの指揮するフランス海軍に敗れ、救出を果たせなかった。
フッドは、西インド諸島に戻っても、ロドニーがイギリスに戻ったままの間は一人で指揮を執ることができた。ド・グラスはフッドの戦隊よりもはるかに勝る勢力でイギリス領であるセントキッツ島とネイビス島を攻撃した。
1782年1月にフッドはそれらの島の占領を防ごうとしたが、戦力が22隻対29隻と劣っていたこともあり、成功しなかった。しかし、セントキッツ島バセテールの錨泊地からフランス艦隊を誘い出し、その攻撃を撃退する一連の大胆な行動は、この戦争中のイギリス海軍提督達の行動の中でも最も輝かしいものであった。
フッドは、4月9日と4月12日にドミニカ近くで行われたセインツの海戦でド・グラスを破り、フランス艦隊の旗艦「ヴィル・ド・パリ」をド・グラース提督共々捕らえたことで、アイルランド貴族に列せられた。

### 政治家として
平和が訪れると、フッドは1784年イギリス総選挙でウェストミンスター選出の庶民院議員になった。また1787年には中将に昇進し、1788年7月には第2代チャタム伯爵の下で、海軍本部委員となった。

### フランス革命戦争
フランス革命が起こると、フッドは司令長官として地中海に派遣された。フッドは1793年5月から1794年10月まで艦隊を指揮したが、それは極めて多忙な任務であった。1793年8月にフランス王党派の要請により、スペイン軍との協働でトゥーロンを占領した（トゥーロン攻囲戦）。しかし連合軍はうまく連携が取れていなかったため、同年12月、ナポレオン・ボナパルトに撃退された。
フッドは続いてコルシカ島の占領に向かった。これはパスカル・パオリが、イギリス国王の名によって占領することを要請したことによるものであった。この島は短期間ではあったが国王ジョージ3世の支配に加えられた。占領はイギリス艦隊の努力とパオリの協力によるものであった。
コルシカ島の占領を続けている間に、トゥーロンのフランス軍は艦隊を海に送り出すことができるまでに回復した。1794年6月、フッドは戦闘を期待して出航した。フッドが6月にゴルフ・ジューアンで攻撃を掛けようとした作戦は、モデルとはならないまでもネルソン提督のナイルの海戦に、ある程度ひらめきとして役立った可能性がある。しかしこのときのフッドの作戦は、風向きが悪かったために中止された。
10月、彼は海軍本部あるいは大臣の誤解の結果としてイギリスに呼び戻された。そしてそれについて説明されることはなかった。

### 晩年
フッドは1794年4月に海軍大将になった。しかし、海上で指揮を執ることは無くなり、1796年、グリニッジ病院の院長に指名されて、1816年に亡くなるまでその職にあった。1805年にはトラファルガーの海戦で戦死したネルソンの国葬実行委員長を務めている。
1795年、妻スザンナがグレートブリテン貴族におけるキャサリントンのフッド女男爵に叙され、フッド自身は1796年にホワイトリーのフッド子爵となった。この爵位は息子のヘンリー (1753-1836)に受け継がれ、2021年現在も続いている。
レミュエル・フランシス・アボットによる数点のフッド卿の肖像画がギルドホールとナショナル・ポートレート・ギャラリーに収められている。ジョシュア・レノルズやトマス・ゲインズバラによって描かれた肖像画もある。

## 遺産
フッドが地中海で指揮を執っていたときの秘書官マッカーサーによるフッドの伝記はNaval Chronicle, vol. ii. Charnock's Biogr. Nay. vi., Ralfe, Nav. Biog. i.で見られる。アメリカで指揮を執った時の交信記録はイギリス海軍記録協会で出版された。
フッドが携わった作戦計画の歴史は戦争に関する歴史家の作品に見られる。初期のものでは、BeatsonのNaval and Military Memoirs、後期のものでは、JamesのNaval History, vol. i.が英語版、 TroudesのBatailles navales de la France, ii. and iii.、およびChevalierのHistoire de la marine francaise pendant Ia guerre de independance americaineとPendant Ia Republiqueがフランス語版である。
1792年、北アメリカの北西海岸をジョージ・バンクーバーの遠征隊に参加して航行したウィリアム・ロバート・ブロートン大尉が、現在のオレゴン州のフッド山・フッド川とワシントン州のフッド海峡を、フッドに因んで名づけた。
イギリス海軍の艦船でフッドと名づけられた3隻のうち2隻はこのサミュエル・フッドに因んだものである。もっとも著名な巡洋戦艦フッドは第二次世界大戦中の1941年、ドイツ海軍の戦艦ビスマルクに沈められた。